# Schausia confluens
Schausia confluens är en fjärilsart som beskrevs av Gustav Weymer 1892. Schausia confluens ingår i släktet Schausia och familjen nattflyn. Inga underarter finns listade.